# Anielin (województwo kujawsko-pomorskie)
Anielin – wieś w Polsce położona w województwie kujawsko-pomorskim, w powiecie włocławskim, w gminie Boniewo, w parafii Boniewo.
Wieś powstała po wydzieleniu z majątku Osiecz Wielki na przełomie lat 70. i 80. XIX wieku, pierwsze wydarzenia zapisane w księgach metrykalnych parafii Boniewo pochodzą z października 1881. W latach 1975–1998 miejscowość administracyjnie należała do województwa włocławskiego.